# Ponte Romano (Acquasanta Terme)
Die Ponte Romano ist eine moderne Straßenbrücke in der italienischen Gemeinde Acquasanta Terme (in römischer Zeit Ad Aquas genannt), Provinz Ascoli Piceno, Region Marken, über den Garrafo, einem Zufluss des Tronto.
Die heutige siebenbögige Straßenbrücke ist auf einen einzelnen den Fluss überspannenden Hauptbogen, der noch aus römischer Zeit stammt, aufgesetzt. Dieser gehörte zu einer zu Beginn des 1. Jahrhunderts n. Chr. unter dem römischen Kaiser Augustus erbauten Brücke und war Teil der antiken Konsularstraße Via Salaria, einer unter dem Konsul Gnaeus Pompeius Strabo ausgebauten wichtigen Versorgungsstraße zwischen Rom und der adriatischen Küste.
In der Gemeinde Acquasanta Terme existieren mit der Ponte di Quintodecimo und der Ponte d’Arli noch zwei weitere sogar vollständig erhaltene römische Brücken. In der nahe gelegenen Stadt Ascoli Piceno befindet sich eine weitere römische Brückenkonstruktion der Via Salaria, die Ponte Romano di Solestà.